# ابوتس‌تون، پنسیلوانیا
ابوتس‌تون، پنسیلوانیا (به انگلیسی: Abbottstown, Pennsylvania) در ایالات متحده آمریکا با جمعیت ۱٬۰۱۱ نفر است که در پنسیلوانیا واقع شده‌است.